# Конти (Прошовицький повіт)
Конти (пол. Kąty) — село в Польщі, у гміні Радземиці Прошовицького повіту Малопольського воєводства.
Населення — 60 осіб (2011).
У 1975-1998 роках село належало до Краківського воєводства.

## Демографія
Демографічна структура станом на 31 березня 2011 року:
|          | Загалом | Допрацездатний вік | Працездатний вік | Постпрацездатний вік |
| -------- | ------- | ------------------ | ---------------- | -------------------- |
| Чоловіки | 32      | 7                  | 18               | 7                    |
| Жінки    | 28      | 6                  | 11               | 11                   |
| Разом    | 60      | 13                 | 29               | 18                   |